# Rathbun
Rathbun és una població dels Estats Units a l'estat d'Iowa. Segons el cens del 2000 tenia 88 habitants.

## Demografia
Segons el cens del 2000, Rathbun tenia 88 habitants, 39 habitatges, i 24 famílies. La densitat de població era de 154,4 habitants/km².
Dels 39 habitatges en un 30,8% hi vivien nens de menys de 18 anys, en un 56,4% hi vivien parelles casades, en un 2,6% dones solteres, i en un 35,9% no eren unitats familiars. En el 30,8% dels habitatges hi vivien persones soles el 17,9% de les quals corresponia a persones de 65 anys o més que vivien soles. El nombre mitjà de persones vivint en cada habitatge era de 2,26 i el nombre mitjà de persones que vivien en cada família era de 2,8.
Per edats la població es repartia de la següent manera: un 21,6% tenia menys de 18 anys, un 8% entre 18 i 24, un 22,7% entre 25 i 44, un 27,3% de 45 a 60 i un 20,5% 65 anys o més.
L'edat mitjana era de 44 anys. Per cada 100 dones de 18 o més anys hi havia 109,1 homes.
La renda mitjana per habitatge era de 40.000 $ i la renda mitjana per família de 40.625 $. Els homes tenien una renda mitjana de 25.833 $ mentre que les dones 25.833 $. La renda per capita de la població era de 14.749 $. Entorn del 18,5% de les famílies i el 17% de la població estaven per davall del llindar de pobresa.

## Poblacions més properes
El següent diagrama mostra les poblacions més properes.